# Philepittidae
Las filepitas (Philepittidae) son un clado de cuatro especies de aves paseriformes, insectívoras, nectarívoras y frugívoras de pequeño tamaño y endémicas de Madagascar. Estudios morfológicos situaron a este linaje dentro de las aves clamadoras (Tyranni), siendo  más tarde situadas como el grupo hermano de Eurylaimidae.

## Descripción
De pequeño tamaño (de 9 a 16,5 cm) y cola corta, sólo se les encuentra en las selvas lluviosas y en los valles húmedos de las selvas secas caducifolias de Madagascar. Los machos presentan un plumaje con colores brillantes. Dos especies tienen el pico largo y recurvado.

## Especies
- Filepita aterciopelada (Philepitta castanea) (Statius Muller, 1776)
- Filepita de Schlegel (Philepitta schlegeli) Schlegel, 1867
- Filepita-suimanga común (Neodrepanis coruscans) Sharpe, 1875
- Filepita-suimanga ventrigualda (Neodrepanis hypoxantha) Salomonsen, 1933